# Philip Watts

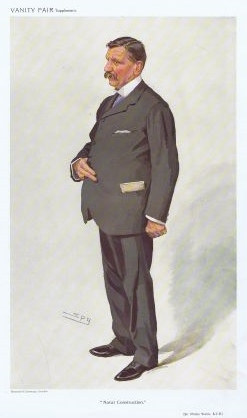
Philip Watts in Vanity Fair, 1910

Sir Philip Watts KCB, FRS (* 30. Mai 1846 in Deptford, Kent; † 15. März 1926 in London) war ein britischer Schiffbauingenieur und Director of Naval Construction zur Zeit des deutsch-britischen Flottenwettrüstens am Vorabend des Ersten Weltkriegs.

## Leben
Watts wurde in eine Familie mit einer langen Tradition von Schiffsbaumeistern geboren. Er erlernte das Schiffsbauhandwerk im Royal Dockyard in Portsmouth und wurde im Alter von 20 Jahren für einen vierjährigen Kurs in die Royal School of Naval Architecture and Marine Engineering in South Kensington aufgenommen. Später arbeitete er unter anderem unter William Froude für die Admiralität. Anfang der 1880er Jahre wurde er Constructor in charge im Chatham Dockyard, bevor er 1885 eine zivile Stellung als General Manager und Naval Architect bei der Werft von Sir William George Armstrong in Elswick annahm. Hier machte er sich über die nächsten 17 Jahre einen Namen als Konstrukteur unter anderem der „Elswick-Kreuzer“, die für den Verkauf an ausländische Marinen bestimmt waren.
1902 wurde Watts dann als Nachfolger von William Henry White zum Director of Naval Construction der Admiralität berufen. Unter dem Ersten Seelord (ab 1904) John Arbuthnot Fisher erfuhr das britische Schiffbauprogramm eine bemerkenswerte Neuorientierung, was sich im Bau der HMS Dreadnought von 1906 und einer ganzen Reihe von Dreadnought-Schlachtschiffen und Schlachtkreuzern danach niederschlug. Fast alle während der Skagerrakschlacht von der britischen Seite eingesetzten Großkampfschiffe wurden unter der Aufsicht von Watts gebaut. Nach seinem Ausscheiden als Director of Naval Construction 1912 blieb er noch einige Zeit als Berater für die Admiralität tätig. Vor dem Ausbruch des Ersten Weltkriegs kehrte er zu Armstrong-Whitworth zurück, wo er Generaldirektor des Unternehmens wurde.
Watts war seit 1900 Mitglied der Royal Society und war zeitweise deren Vizepräsident. Außerdem war er Gründungsmitglied der Society for Nautical Research sowie Mitglied der Institution of Civil Engineers und der Royal Institution of Naval Architects. 1918 wurde er als korrespondierendes Mitglied in die Académie des sciences aufgenommen.
Er starb 1926 im Alter von 79 Jahren in seiner Wohnung in Chelsea an einer Lungenentzündung.